# Pang Xunqin
Pang Xunqin en chino: 庞 薰 琹; (Jiangsu, 20 de junio de 1906 – Pekín, 18 de marzo de 1985) fue un pintor y maestro chino que, después de estudiar en París, se mudó a China y le dio al "arte de la decoración tradicional un contexto moderno". Pang también fue miembro cofundador, junto a su esposa Qiu Ti, de la "sociedad Tormenta", cuyo objetivo era llevar el mundo artístico de estilo occidental y parisino a China. Se inspiró en gran medida en el movimiento Art Nouveau francés.

## Trayectoria
Pang Nació en Jiangsu en una familia de terratenientes. Demostró una inclinación hacia color y el diseño desde una edad temprana, inició el aprendizaje de la pintura china tradicional de flores a los once años. Estudió medicina en la Universidad de Shanghái, de 1921 a 1924, después de que un sacerdote extranjero le dijera que nunca llegaría a estar entre los grandes artistas. En septiembre de 1925, Pang se trasladó a París para estudiar pintura al óleo en la Academia Julian, a la edad de 19, siguiendo a patriotas amigos suyos como Xu Beihong. En aquel tiempo, París era el epicentro de las nuevas tendencias artísticas, desde el cubismo al fauvismo, y era el lugar preferido por artistas extranjeros como centro artístico internacional.
Pang dedicó un año, en la Academia Julian al aprendizaje de habilidades técnicas a través de bocetos de modelos al natural, y recibiendo críticas de profesores en la escuela nacional de Bella Artes de París. Influido fuertemente por su amigo y artista Chang Yu, Pang siguió su consejo de no entrar en la escuela nacional de Bella Artes después de su estancia de aprendizaje en la Academia Julian. Empezó a utilizar cepillos de tinta china en croquis después de observar a Chang utilizando la misma técnica. Esta técnica utilizada por Pang con el deseo de integrar y mezclar el modernismo europeo con el conceptualismo chino, el croquis tradicional oriental, a pesar de que muchos de sus contemporáneos estaban utilizando la tradición china como una alternativa al modernismo (arte) occidental. La mayoría del trabajo de Pang de este momento fueron retratos, autorretratos o similares.

## Regreso a China
Pang regresó a China en 1930 y se encontró una nación dividida que valoró el realismo académico europeo más que el modernismo. Regresó a su ciudad natal y se encerró con libros de teoría y arte chinos, encontrándolos difíciles tras regresar de un país europeo en el que había pasado cinco años sin ningún contacto con China. Pang realizó exposiciones en solitario. Fundó con Chang Ta-chien, fundó la Asociación Tai-mong  y más tarde fundó con Qiu Ti la Sociedad Tormenta.
Pang se casó con la artista Qiu Ti en 1932. Durante las guerras de los años 1930s y los inicios de los años 1940s, Pang se trasladó frecuentemente, mientras se dedicaba a la enseñanza y a la pintura. En 1936, después de la disolución de la Sociedad Tormenta, comenzó a enseñar en la Academia de Arte de Pekín. Fundó la Universidad Central de Artes y Oficios en 1953, el primer instituto de artes y oficios de China. Aun así, a raíz de la Revolución Cultural, a Pang se le prohibió enseñar durante la campaña anti-derecha de China, y se vio obligado a jubilarse en 1972. Pasó las siguientes dos décadas pintando bodegones de brillantes colores y escribiendo Estudios en Pinturas Decorativas chinas de las Dinastías Anteriores, que fue publicado en 1982. Pang fue restablecido como profesor en 1979, cuando su búsqueda académica estaba centrada en los oficios tradicionales chinos y la decoración. Había estado impresionado profundamente por las mujeres de las montañas rurales, por la capacidad de crear bellos motivos y patrones únicos basados en sus imaginaciones.
En 1984,  completó su memoria, que fue publicada por la editorial San-Lian ese mismo año. Murió en Beijing en 1985 por complicaciones de cáncer de estómago. El Museo de Artes Conmemorativas Pang Xunqin se fundó en 1991 en su ciudad natal, donde se exhiben unas quinientas pinturas.

## Sociedad tormenta
En 1931, Pang cofundó la Sociedad Tormenta, una organización emergente de la vanguardia china [zh] (en chino: 決瀾社 Juelan Ella "una ola grande") con Ni Yide; un artista, crítico, y escritor. Otros tres artistas, incluyendo Lin Fengmian, unían varias corrientes artísticas del momento, el posimpresionismo y el expresionismo. Entre 1931 y 1935 la Sociedad Tormenta realizó cuatro exposiciones. El Manifesto de La Sociedad Tormenta reclamó que estaban sufriendo bajo las maneras estancadas de la vieja sociedad, y tenían que escapar. En octubre de 1932  imprimieron este manifiesto, reclamando "¡Levantémonos! ¡Con nuestra pasión furiosa e intelecto de hierro, crearemos un mundo entretejido con color, línea y forma!" Pang dijo retrospectivamente que había varias razones para el advenimiento del grupo, "en primer lugar, los miembros estaban descontentos con la realidad... Segundamente, todo el mundo quería crear una vía de arte nueva, y nadie tuvo la fuerza para hacer esto individualmente... Y en tercer lugar, ninguna de estas personas quiso ser dependiente de personas poderosas."
La Sociedad Tormenta se disolvió debido a la guerra, cuándo el arte de propaganda realista se convirtió en el único medio aceptable.

## Filosofía
Pang pintó con una sensibilidad lírica. Creó en la libertad y la necesidad del artista de cambiar la pintura cuando conoció nuevas formas de arte y experimentó con nuevas técnicas artísticas. Citó a Picasso a menudo como su artista favorito debido a su impulsividad para rehusar los estilos anteriores y su impulso a favor de buscar maneras nuevas de expresión. Valoró la habilidad técnica, pero reconoció la disminución de su necesidad a medida que las fotografías se volvían más populares. Sobre todo, el joven Pang alabó la autoexpresión.
Más tarde en vida, al enfrentarse a las guerras, Pang llegaría a llamar "superficial" su énfasis en la individualidad, remarcando, en cambio, el poder del arte en contra de la opresión.